# Карбовский, Семён Романович
Семён Романович Карбовский — советский хозяйственный, государственный и политический деятель, Герой Социалистического Труда.

## Биография
Родился в 1913 году в селе Метановка. Член КПСС.
С 1930 года — на хозяйственной, общественной и политической работе. В 1930—1976 гг. — студент сельскохозяйственного техникума, работник колхоза, красноармеец, агроном Уманского райземотдела, агроном Верхнячского сахарного комбината, участник Великой Отечественной войны, агроном, директор Верхнячского элитносеменоводческого совхоза Христиновского района Черкасской области Украинской ССР.
Указом Президиума Верховного Совета СССР от 8 апреля 1971 года присвоено звание Героя Социалистического Труда с вручением ордена Ленина и золотой медали «Серп и Молот».
Заслуженный агроном Украинской ССР.
Умер в селе Христиновка в 1991 году.